# Спелонкато
Спелонкато (фр. Speloncato, корс. Speloncatu) — коммуна во Франции, находится в регионе Корсика. Департамент коммуны — Верхняя Корсика. Входит в состав кантона Бельгодер. Округ коммуны — Кальви.
Код INSEE коммуны — 2B290.

## Население
Население коммуны на 2008 год составляло 274 человека.
| 1962 | 1968 | 1975 | 1982 | 1990 | 1999 | 2006 | 2008 |
| ---- | ---- | ---- | ---- | ---- | ---- | ---- | ---- |
| 131  | 150  | 179  | 191  | 194  | 222  | 266  | 274  |

## Экономика
В 2007 году среди 154 человек в трудоспособном возрасте (15—64 лет) 99 были экономически активными, 55 — неактивными (показатель активности — 64,3 %, в 1999 году было 64,7 %). Из 99 активных работали 83 человека (55 мужчин и 28 женщин), безработных было 16 (6 мужчин и 10 женщин). Среди 55 неактивных 4 человека были учениками или студентами, 18 — пенсионерами, 33 были неактивными по другим причинам.

## Фотогалерея

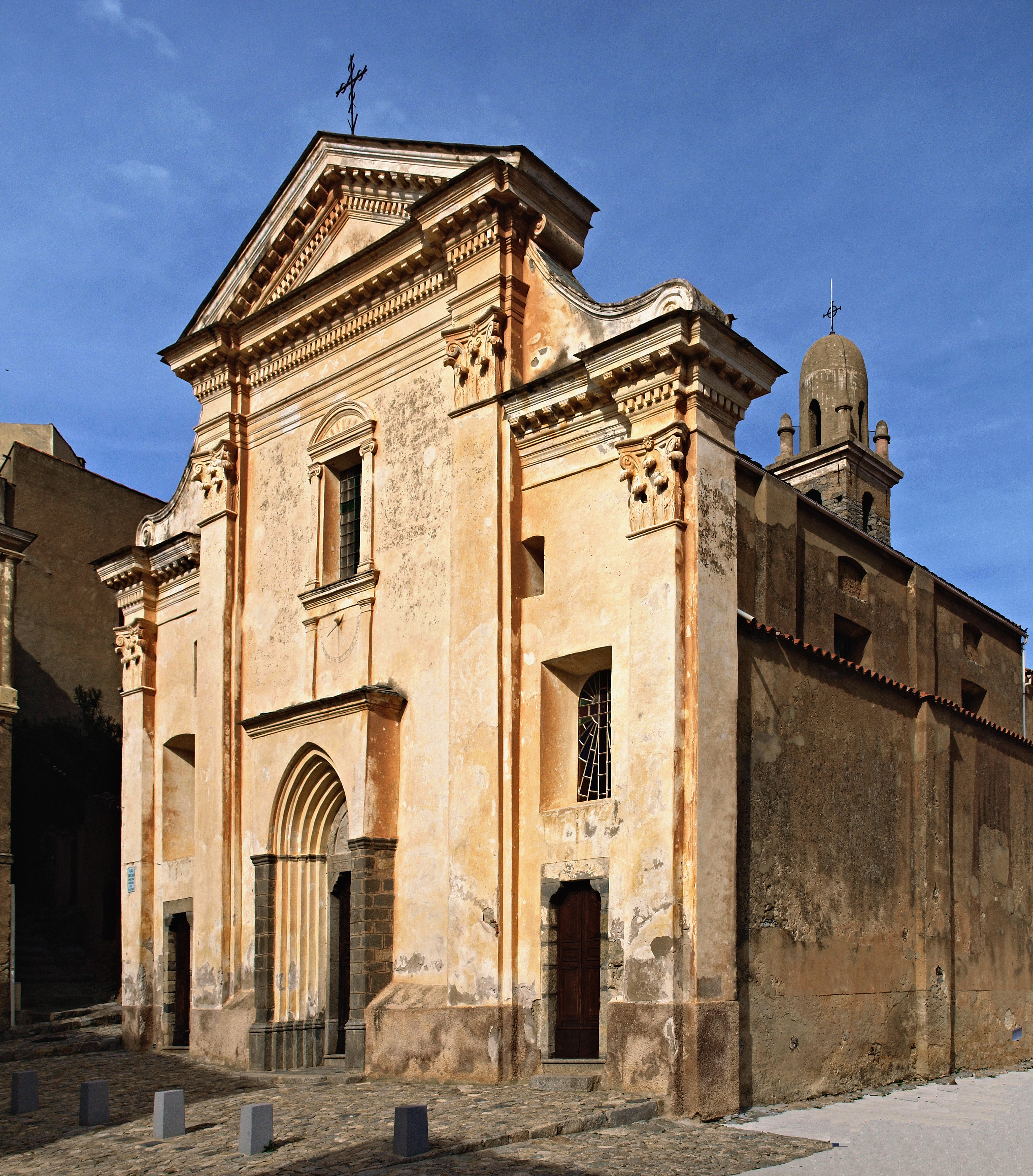
Монастырская церковь Санта-Мария Ассунта
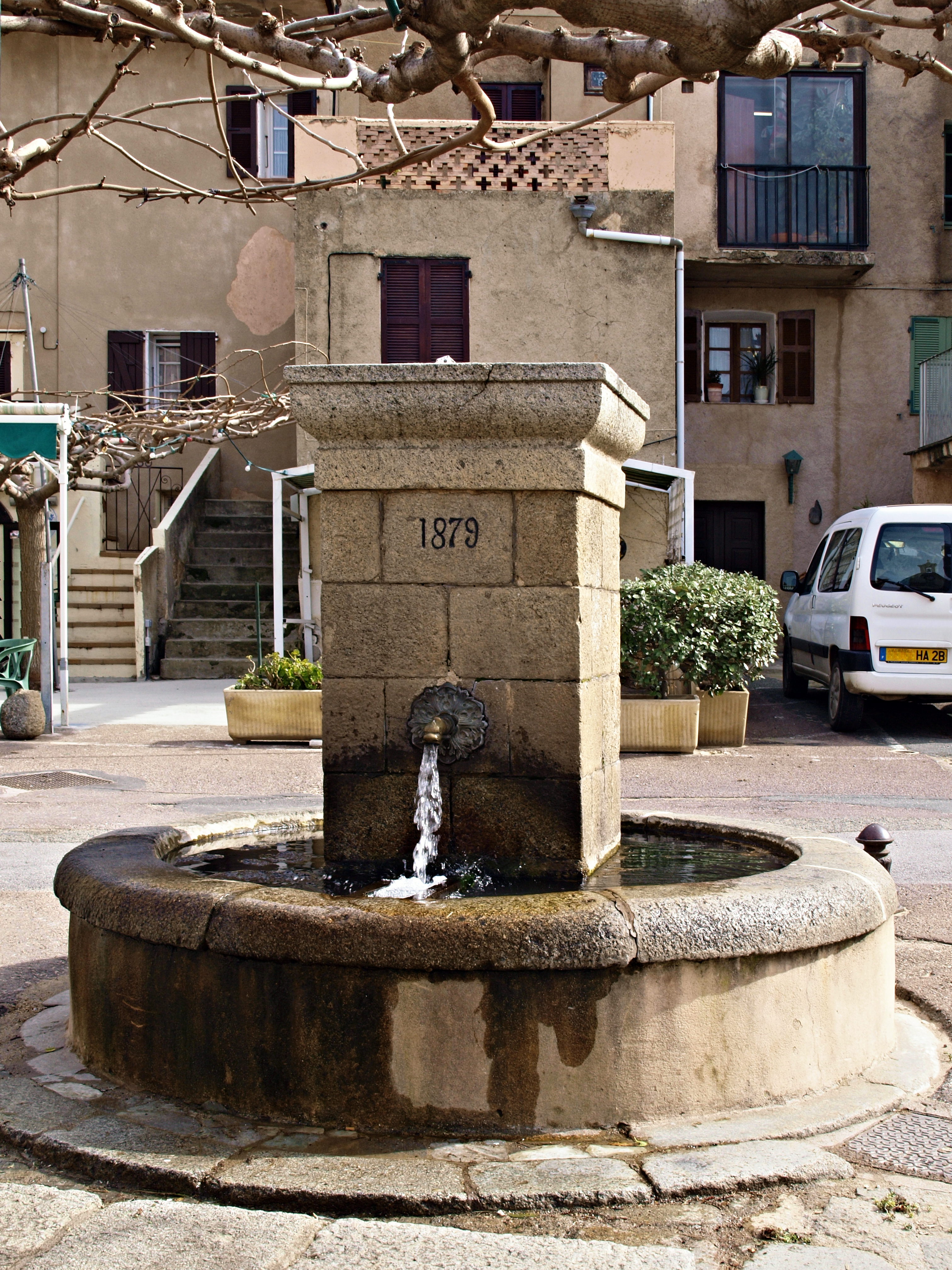
Фонтан
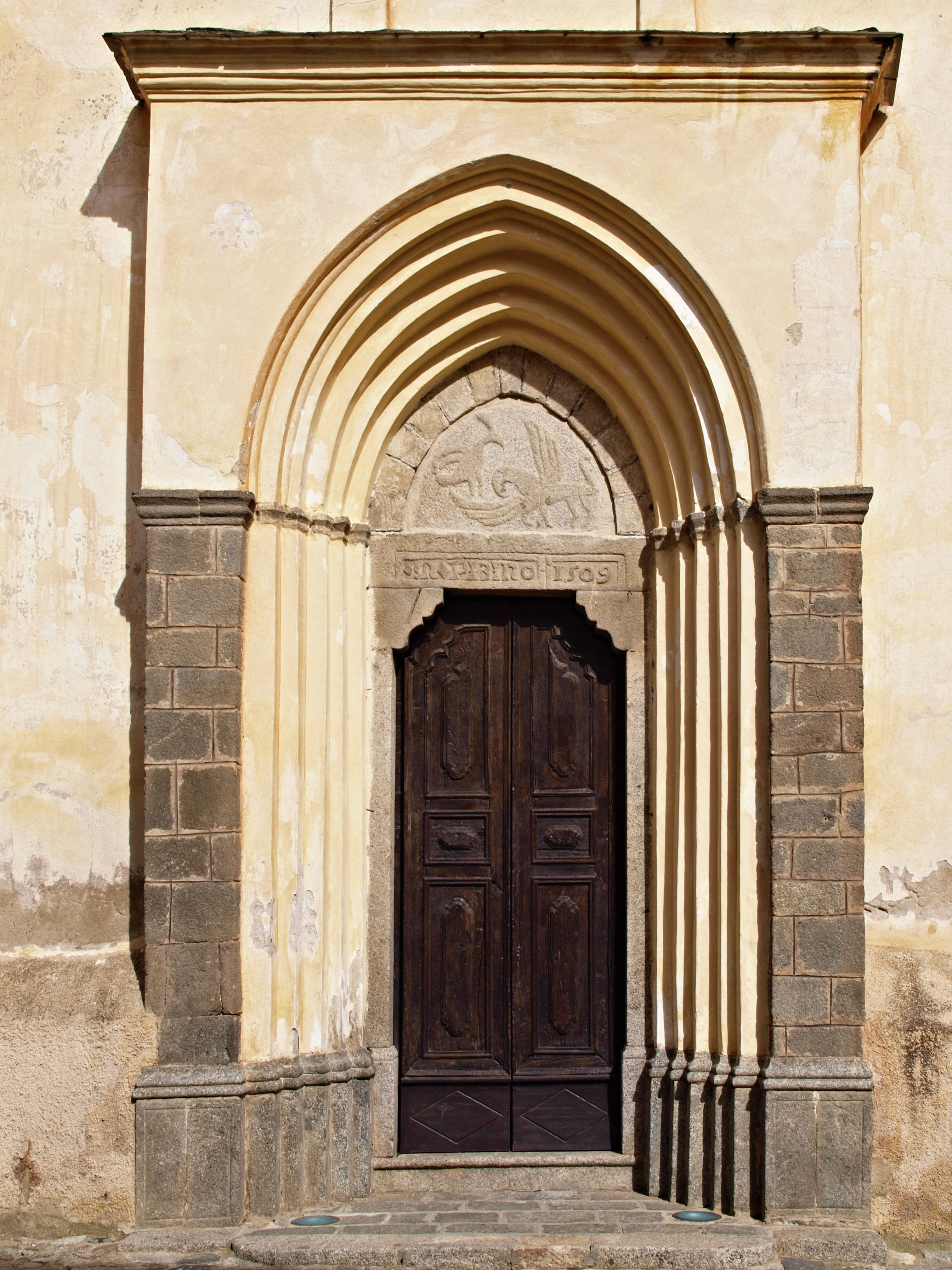
Вход в монастырскую церковь Санта-Мария Ассунта